# Leonor Rodríguez de Castro
Leonor Rodríguez de Castro (fallecida en Santa Olalla después del 27 de abril de 1275). Dama castellana e hija de Rodrigo Fernández de Castro, a quien Jaime de Salazar y Acha llama Guerau Rodrigo de Castro, y que fue señor de Cigales, Mucientes y Santa Olalla, y de Leonor González de Lara.
Fue infanta consorte de Castilla por su matrimonio con el infante Felipe de Castilla, hijo de Fernando III de Castilla y de la reina Beatriz de Suabia.

## Biografía
Se desconoce su fecha exacta de nacimiento. Hija de Rodrigo Fernández de Castro y de Leonor González de Lara, era nieta por parte paterna de Guerau IV de Cabrera, vizconde de Cabrera y de Áger, y de su esposa, Elo Pérez de Castro. Y por parte materna era nieta del conde Gonzalo Núñez de Lara, señor de la Casa de Lara, y de María Díaz de Haro.

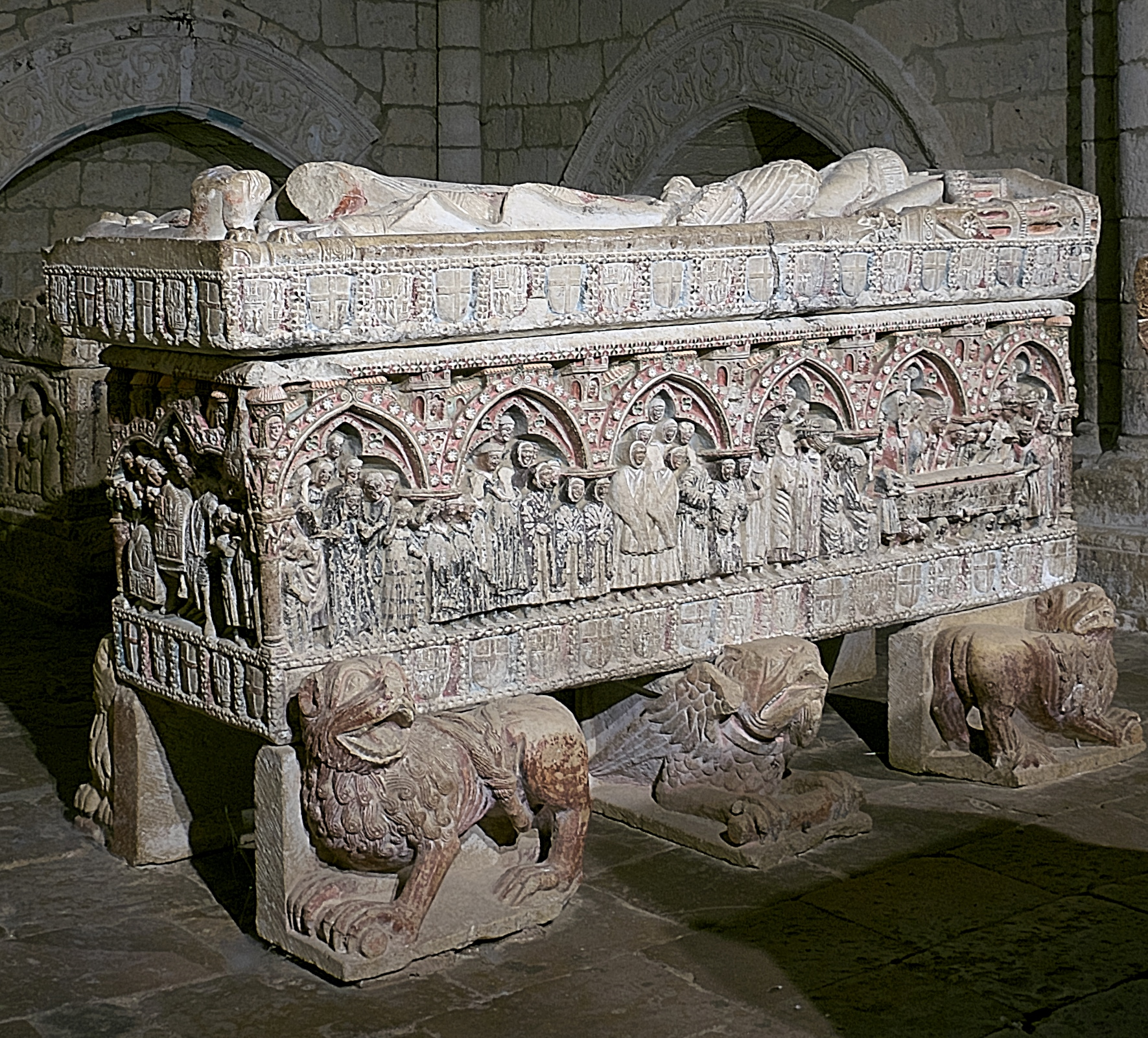
Sepulcro del infante Felipe de Castilla. Iglesia de Santa María la Blanca de Villalcázar de Sirga.

Su esposo, el infante Felipe de Castilla, ya había estado casado por primera vez con la princesa Cristina de Noruega, hija del rey Haakon IV de Noruega, y posteriormente con una dama llamada Inés de Guevara, de la familia Guevara y Girón-Cisneros. Y al morir esta última en 1265, el infante Felipe, que había sido antes de casarse arzobispo electo de Sevilla, aunque nunca fue consagrado como tal, y abad de las colegiatas de Valladolid, Castrojeriz y Covarrubias, se casó con Leonor Rodríguez de Castro, que era también sobrina carnal de Nuño González de Lara el Bueno, señor de la Casa de Lara, aunque se desconoce la fecha exacta en que se celebró el matrimonio entre Leonor y el infante castellano.
El 24 de mayo de 1269, en la ciudad de Toledo, fue suscrito un importante acuerdo entre el infante Felipe y su tercera esposa, Leonor Rodríguez de Castro, con la Orden de Calatrava, en relación con ciertas rentas y posesiones que esperaban heredar de la antigua reina consorte de Portugal Mencía López de Haro, viuda de Sancho II de Portugal. Allí se acordó que la esposa del infante y su hermano, Fernán Ruiz de Castro, renunciarían a lo que les correspondiese en la mitad de la villa de Paredes de Nava y en el Infantado de la reina Mencía en favor de la Orden de Calatrava a cambio de 15.000 maravedís. Y la mencionada Orden de caballería, por su parte, cedería al infante y a su esposa la tenencia de la bailía de Carmena vitaliciamente junto con todas sus rentas, las aceñas de Ronda y unas casas en Pedrañana, y a Fernán Ruiz de Castro y a su esposa, Urraca Díaz de Haro, la tenencia vitalicia del cillero de Magán. Sin embargo, Alfonso X el Sabio se opuso tajantemente al acuerdo alcanzado y persuadió a la reina Mencía para que nombrase su heredero al infante Fernando de la Cerda, primogénito y heredero de Alfonso X, por lo que en lo sucesivo el infante Felipe buscó la ocasión de vengarse de su hermano el rey.
 

El infante Felipe falleció el 28 de noviembre de 1274 y fue sepultado en la iglesia de Santa María la Blanca de Villalcázar de Sirga, junto a su segunda esposa, Inés de Guevara, aunque Luis de Salazar y Castro erró totalmente al afirmar que fue enterrado junto con Leonor Rodríguez de Castro en el convento de San Felices de Amaya, donde ella sí que fue sepultada.

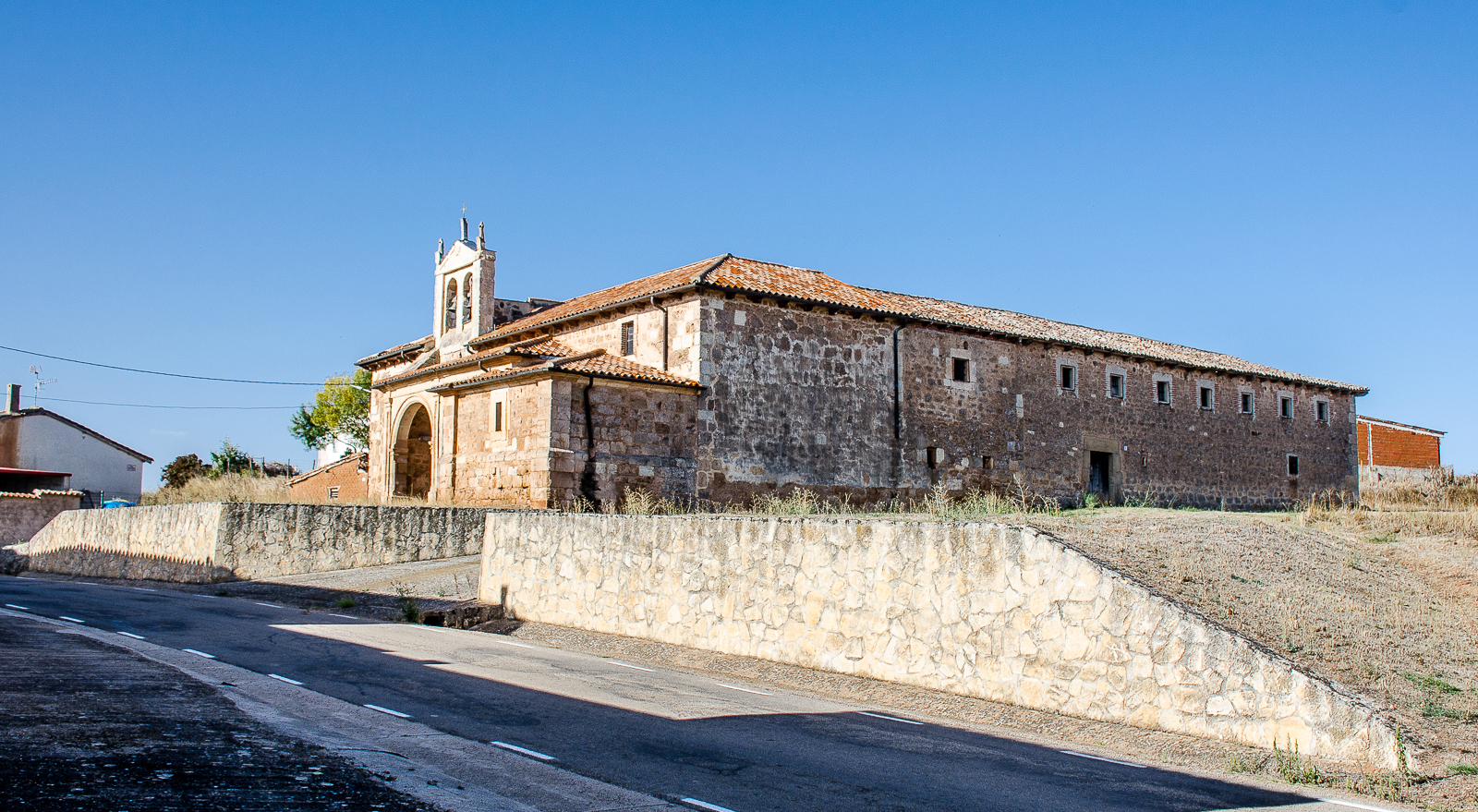
Iglesia y casa de San Félix mártir, que antiguamente fue el monasterio de las monjas calatravas de San Felices de Amaya.

Según el heraldista Faustino Menéndez Pidal de Navascués, se desconocen las circunstancias, aunque posiblemente estuvieran relacionadas con las «intrigas políticas de aquellos revueltos años», que llevaron a que el infante Felipe recibiera sepultura en Villalcázar de Sirga, que pertenecía a la familia de su segunda esposa, y junto a esta, por lo que tal vez, y según dicho erudito, Leonor Rodríguez de Castro no convivía con su esposo desde que en 1272 este último abandonó Castilla y se encaminó al reino nazarí de Granada.
Leonor Rodríguez de Castro otorgó su testamento y codicilo el día 27 de abril de 1275 en Santa Olalla. Y en este documento, en el que no se menciona al infante Felipe por haber fallecido ya, Leonor Rodríguez se autodenomina «Doña Leonor Rodríguez, fija de D. Rodrigo Ferrandez de Caftro y de doña Leonor Gonçalez». Además de nombrar como su albacea testamentario al maestre de la Orden de Calatrava, Juan González, dispuso que su cadáver recibiera sepultura en el convento de San Felices de Amaya, y al mismo tiempo dejó importantes legados a varios monasterios y hospitales. Y para cumplir sus disposiciones, mandó al maestre de Calatrava que entregase la villa de Santa Olalla junto con sus rentas, y en caso de que el maestre se mostrase negligente al cumplirlas, la testadora rogaba al arzobispo de Toledo, Sancho de Aragón, que las hiciese respetar y cumplir.
En su codicilo testamentario, Leonor Rodríguez suplicaba al maestre de Calatrava que pagase sus deudas y que, una vez hecho eso, acudiera a su sobrino Pedro Fernández de Castro, que era hijo de su hermano Fernán Ruiz de Castro, con las rentas del portazgo de Santa Olalla. Y asimismo la testadora disponía que el maestre calatravo retuviera la villa de Santa Olalla hasta que su sobrino Pedro Fernández tuviera «hijo de bendición», y que después se la entregase, o en caso de que no tuviera ninguno, que la mitad de la mencionada villa junto con sus aldeas quedasen en poder de la Orden de Calatrava y la otra mitad en el del convento de San Felices de Amaya, donde mandaba enterrarse.
Leonor Rodríguez de Castro falleció en la localidad de Santa Olalla y después del 27 de abril de 1275, aunque se desconoce la fecha exacta.

## Sepultura
Su cadáver recibió sepultura en el convento de San Felices de Amaya, situado en la provincia de Burgos, y perteneciente a la Orden de Calatrava, aunque en 1568 fue trasladado a la ciudad de Burgos. Y conviene añadir que, en tiempos pasados se creyó erróneamente que Leonor había sido enterrada junto al infante Felipe en la iglesia de Santa María la Blanca de Villalcázar de Sirga, y en el sepulcro que corresponde a Inés de Guevara.

## Matrimonio y descendencia
Fruto de su matrimonio con el infante Felipe de Castilla, hijo de Fernando III, nació un hijo:
- Felipe de Castilla (nacido entre 1271 y 1274). Falleció en la infancia, siendo sepultado junto a su madre en el convento de San Felices de Amaya,[1] actualmente en estado ruinoso.[13]

El genealogista e historiador José Pellicer de Ossau Salas y Tovar dejó constancia en su obra de la existencia de otra hija nacida de la unión del infante Felipe con su tercera esposa, aunque Luis de Salazar y Castro desmintió dicha filiación basándose en el testamento de Leonor Rodríguez de Castro, donde no se la menciona:
- Beatriz de Castilla (m. 1340).[27] Contrajo matrimonio con Diego Pérez Sarmiento, con quien tuvo descendencia, y fue una insigne benefactora de la abadía de Santa María de Benevívere.[28]